# María José García-Pelayo
María José García-Pelayo Jurado (Jerez de la Frontera, Cádiz, 6 de enero de 1968) es una política y jurista española adscrita al Partido Popular. Actualmente es alcaldesa de Jerez de la Frontera y presidenta de la Federación Española de Municipios y Provincias (FEMP). 
Con posterioridad había ocupado otros cargos como los de coordinadora regional de sectorial del PP de Andalucía (1994-1995), concejala del PP en el Ayuntamiento de Jerez de la Frontera (1995-2003), diputada provincial y portavoz del Grupo Popular en la Diputación de Cádiz (1999-2003) y diputada del Parlamento de Andalucía por Cádiz en las legislaturas VI y VII. En mayo de 2023 vuelve a ocupar la alcaldía de Jerez de la Frontera tras obtener mayoría absoluta en las elecciones.

## Vida personal
Esta casada y es madre de una hija.

## Etapa como alcaldesa
Fue alcaldesa de Jerez desde el 14 de junio de 2003 hasta enero de 2005, al suscribir un pacto con el PSA de Pedro Pacheco tras la victoria electoral de la candidata del PSOE, Pilar Sánchez Muñoz. Nuevamente alcaldesa jerezana desde el 11 de junio de 2011. Tras las elecciones del 22 de mayo de 2011, candidata del PP y antecesora en el cargo, García-Pelayo se hace con la mayoría absoluta del Ayuntamiento de Jerez consiguiendo 15 concejales. En las elecciones del 24 de mayo de 2015, ganó las elecciones con mayoría simple, al pasar de 15 concejales en 2011 a 11, lo que hizo que perdiera la alcaldía debido a un pacto de la candidata del PSOE, Mamen Sánchez, con IU y Ganemos/Podemos. En las elecciones municipales del 28 de mayo de 2023 gana por mayoría absoluta, proclamándose alcaldesa de Jerez y se le es dado el bastón de mando el 17 de junio de 2023.

## Etapa como miembro del Senado
Fue miembro del Comité Ejecutivo Nacional del PP, desde el XV Congreso de dicha formación. Fue elegida como candidata número dos al Congreso de los Diputados en la XI Legislatura.

## Elecciones
Candidata en las elecciones municipales de 2007, formando parte en esa legislatura del grupo municipal del PP jerezano. Al mismo tiempo se presentó en 2008 a las elecciones al Parlamento de Andalucía logrando un escaño por Cádiz, simultaneando esta actividad con la de concejala en Jerez. Actualmente mantiene el cargo de vicepresidenta segunda del Parlamento de Andalucía. 
Desde el 13 de enero de 2016 es Diputada en el Congreso de los Diputados como n.º 2 por Cádiz en las elecciones del 20 de diciembre de 2015 y tras la repetición de las elecciones vuelve a obtener su escaño de nuevo.
En 2023 gana las elecciones en Jerez

## Trayectoria en el PP

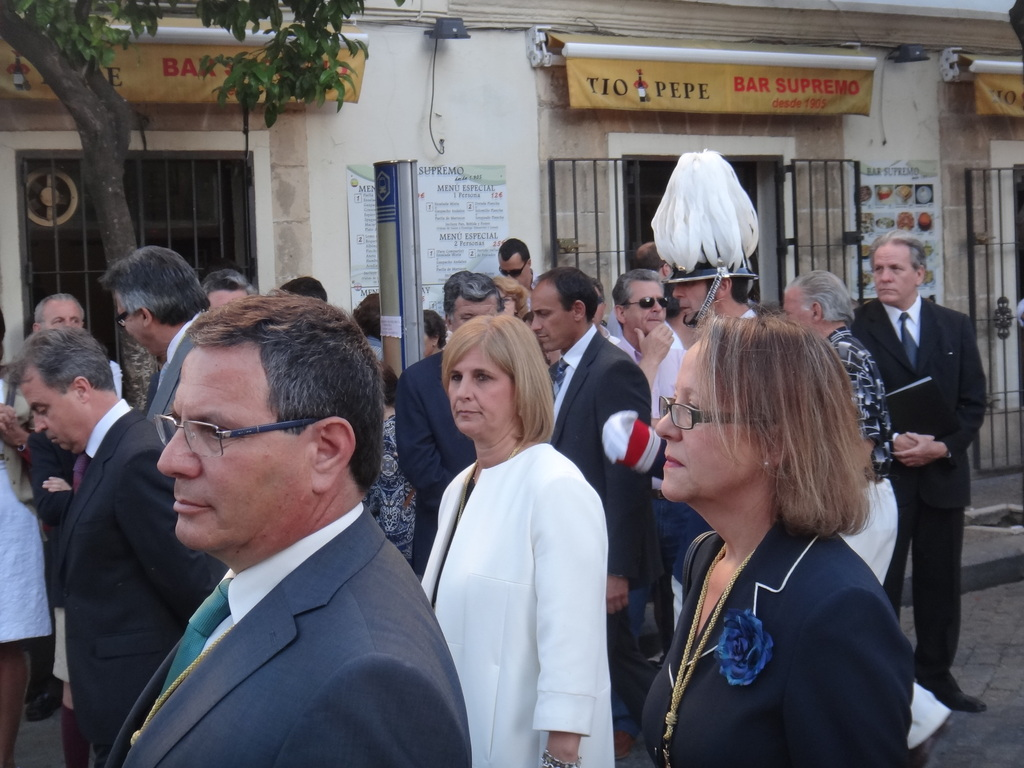
Mª José

- Coordinadora Regional de Sectorial del PP de Andalucía desde 1994 hasta 1995.
- Concejala del PP en el Ayuntamiento de Jerez de la Frontera desde 1995.
- Presidenta de la Comisión de Justicia del Parlamento de Andalucía.
- Portavoz de la Comisión de Coordinación en el Parlamento de Andalucía.
- Vicepresidenta de la Comisión de la Mujer y Portavoz de Cultura del Grupo Popular en el Parlamento de Andalucía desde 1996 hasta 2000.
- Portavoz del Grupo Popular de Educación en el Parlamento de Andalucía desde 1996 hasta 2004.
- Diputada Provincial y portavoz del Grupo Popular en la Diputación de Cádiz desde 1999 hasta 2003.
- Vocal de la Comisión de Empleo y Desarrollo Tecnológico en el Parlamento de Andalucía desde 1999 hasta 2004.
- Presidenta del PP de Cádiz desde 1999 hasta 2004.
- Parlamentaria andaluza.
- Diputada del Parlamento de Andalucía por Cádiz en las Legislaturas VI y VII.
- Alcaldesa de Jerez de la Frontera desde el 14 de junio de 2003 hasta enero de 2005.
- Vicesecretaria de Relaciones Institucionales del PP de Andalucía (2004-2008).
- Miembro del Comité Ejecutivo Nacional, elegida en el XV Congreso del PP.[5]
- Alcaldesa de Jerez desde el 11 de junio de 2011 hasta el 13 de junio de 2015.
- Candidata n.º 2 por Cádiz como miembro del Congreso de los Diputados
- Vicepresidenta del PP de la Provincia de Cádiz.
- En el XVIII Congreso Nacional del Partido Popular es elegida parte de la Ejecutiva Nacional del Partido Popular[6]
- Desde el 26 de julio de 2018 es Secretaria de Cultura y Turismo del PP Nacional.
- Actualmente es miembro del senado por designación autonómica.[7]
- El 4 de agosto de 2022 se anuncia la proclamación como candidata a las elecciones municipales del 28 de mayo de 2023.[8]